# Mauvaise Graine (film, 1934)
Pour les articles homonymes, voir Mauvaise Graine.
Pour plus de détails, voir Fiche technique et Distribution.
Mauvaise Graine est un film français réalisé par Billy Wilder et Alexander Esway, sorti en 1934.

## Synopsis
Henri Pasquier est un fils de bonne famille que son père médecin désire mettre au travail en lui retirant sa luxueuse voiture. Furieux d'en être privé, il rejoint une bande de voleurs d'automobiles et se lie d'amitié avec l'un d'eux, Jean La Cravate. Celui-ci va l'héberger, ce qui va permettre à Henri de faire la connaissance de sa sœur, Jeannette, dont il tombe amoureux. 
Cette  égérie de la bande  est chargée d'appâter et de distraire les riches automobilistes tandis que ses complices opèrent. Mais le chef du gang n'apprécie pas qu'il exige pour lui et ses amis une augmentation de la part du gâteau, et tente de le supprimer en lui confiant une voiture sabotée. Après une course poursuite avec les gendarmes et un accident dont Jeannette et lui-même sortent indemnes, Henri décide de quitter la France pour refaire sa vie avec elle « aux colonies ».
Il tente de convaincre Jean de les accompagner, mais celui-ci meurt, malgré les efforts du père d'Henri, à la suite de l'action de la police qui a découvert le garage clandestin. Henri et Jeannette partent finalement avec la bénédiction de ce dernier.

## Fiche technique
- Titre : Mauvaise Graine
- Réalisation : Billy Wilder et Alexander Esway
- Scénario : Hans Lustig, Wilhelm Wilder, et Max Kolpé[2]
- Collaboration au scénario : Claude-André Puget
- Musique : Franz Waxman et Allan Gray
- Photographie : Paul Cotteret et Maurice Delattre
- Son : Jean Bertrand[3]
- Montage : Thérèse Sautereau
- Production : Georges Bernier
- Société de production : Compagnie nouvelle commerciale
- Société de distribution : Pathé
- Pays de production :  France
- Langue : français
- Format : Noir et blanc - Son mono - 1,37:1
- Genre : Film dramatique, Film policier
- Durée : 86 minutes
- Date de sortie : France,  5 juillet 1934

## Distribution
- Danielle Darrieux : Jeannette
- Pierre Mingand : Henri Pasquier
- Raymond Galle : Jean « la cravate », le frère de Jeannette
- Jean Wall : le « Zèbre »
- Paul Escoffier : le docteur Pasquier, père d'Henri
- Michel Duran : le chef de bande
- Marcel Maupi : l'homme au panama
- Georges Malkine : le secrétaire
- Georges Cahuzac : le monsieur
- Gaby Héritier : Gaby
- Paul Velsa : l'homme aux cacahuètes

## Autour du film
- La montée d'Adolf Hitler au pouvoir va pousser Billy Wilder, d’origine juive, à s’expatrier. Au lendemain de l’incendie du Reichstag, il vend tout ce qu’il possède, quitte Berlin et s’exile à Paris[4]. Wilder, qui a scénarisé une douzaine de films en Allemagne, a du mal à voir ses scénarios écrits en France adaptés au cinéma[4]. Il parle le français et, malgré les difficultés rencontrées[5], il va coréaliser avec Alexander Esway son premier film[4].
- Mauvaise Graine est au départ une comédie qui va se transformer en film d’action[6] mêlant par des touches de vérité, les codes du burlesque et les clichés du film d’aventures[7].
Wilder tourne en décors naturels et le film a une valeur et « une réelle beauté sur le plan documentaire »[7]. Il filme quelques scènes place de la Concorde, au bois de Boulogne[8] et la façon dont il filme Paris est annonciatrice des méthodes des réalisateurs de la Nouvelle Vague[7]. Les scènes de plage ont été tournées à L'Isle-Adam.
Wilder témoignera : « Je ne me rappelle pas comment nous avons trouvé l’argent. C’était un peu dans le genre cinéma-vérité sur des sortes de vitelloni qui volent des voitures. Ce n’était pas si mauvais que ça, mais il y avait beaucoup de séquences de poursuites et, par manque d’argent, nous ne pouvions nous offrir de transparences. En d’autres termes, la caméra et les projecteurs étaient placés sur un camion et c’était assez dangereux[9]. »
- Wilder dirige, dans ce qui sera son seul film français, une toute jeune comédienne de seize ans, Danielle Darrieux.
Il suivra bientôt l’exemple de ses héros de Mauvaise graine, il quittera la France et embarquera pour l’Amérique[5] pour la carrière qu’on lui connaît. * Une grande partie du film est muette, avec de longues séquences ponctuées d’une partition infusée de jazz par Franz Waxman et Allan Gray
- Un remake britannique sera tourné en 1936 par Herbert Mason, The First Offence.
- Un remake français du film, La Voyageuse inattendue, a été tourné en 1949, réalisé par Jean Stelli, avec Dany Robin et Georges Marchal.
- La Mauvaise Graine est également le titre français d'un film américain, The Bad Seed, réalisé par Mervyn LeRoy et sorti en 1956

## Critique
« Les personnages principaux n’échappent pas à une certaine fadeur, à l’exception de Danielle Darrieux dont le charme est inoubliable. Son entrée en scène fait encore frissonner, surtout que la libéralisation de la censure nous prive des délices de la suggestion : la caméra révèle progressivement une robe de velours, avec épaulettes et manchons de fourrure, des gants-fourreaux noirs à faire pâlir Gilda, et un béret savamment incliné sur un visage de porcelaine. La star est un bijou sorti de son coffret. »

— Jerome Jacobs, Billy Wilder, Rivage/Cinéma